# Piimäsaaret (ö i Norra Savolax)
Piimäsaaret är en ö i Finland. Den ligger i sjön Syväri och i kommunen Kuopio i den ekonomiska regionen  Kuopio ekonomiska region  och landskapet Norra Savolax, i den centrala delen av landet, 400 km nordost om huvudstaden Helsingfors. Öns area är 1,4 hektar och dess största längd är 260 meter i sydöst-nordvästlig riktning.  Notera att namnet antyder att det är fråga om flera öar.